# Uganda Cowries

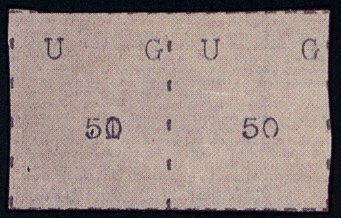
Zwei Briefmarken zu 50 Cowries, bei der Linken wurde ein Fehler durch Überdruck ausgebessert.

Als Uganda Cowries oder Uganda Missionaries werden die ersten ab März 1895 in Uganda herausgegebenen Briefmarken genannt. Das englische Wort cowrie bezeichnet die früher unter anderem auch in Uganda als Zahlungsmittel benutzte Kaurischnecke. Die Uganda Cowries bestanden lediglich aus motivlosen Papiermarken, die von dem Missionar Ernest Millar (1868–1917) in  Mengo mit einer Schreibmaschine hergestellt wurden. Die Marken trugen den Wert in Kaurischnecken und die Buchstaben U G für Uganda. Die ersten Werte von 5 bis 60 Kauris wurden mit einem schwarzen Schreibmaschinenband hergestellt, im Dezember erfolgte eine zweite Ausgabe mit violetter Schrift. Im Juni 1896 wurde die dritte Ausgabe hergestellt, die am Oberrand die Inschrift V .96. R (Victoria Regina [18]96) und unten den ausgeschriebenen Landesnamen UGANDA zeigen. Ab November 1896 wurden diese einfachen, mit Schreibmaschine hergestellten Marken durch Ausgaben im Buchdruckverfahren abgelöst.

## Weblink
- African Postal Heritage; African Studies Centre Leiden; APH Paper 18, Part 1; Ton Dietz: Uganda Protectorate, 1895-1902. (PDF; engl.)